# روفره مندولا
روفره مندولا (به ایتالیایی: Ruffré-Mendola) یک کومونه در ایتالیا است که در ترنتینو واقع شده‌است.
 روفره مندولا ۶ کیلومتر مربع مساحت و ۴۳۲ نفر جمعیت دارد و ۱٬۱۷۵ متر بالاتر از سطح دریا واقع شده‌است.